# Galato Alexandraki

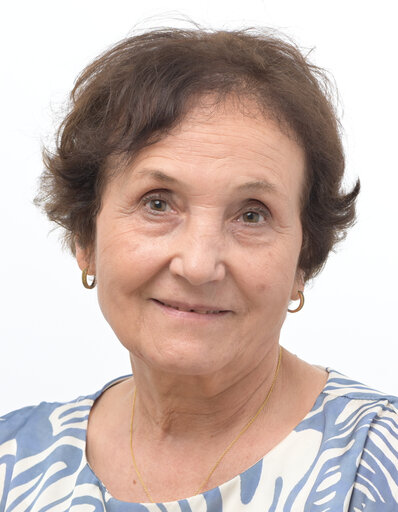
Galato Alexandraki

Galato „Toula“ Alexandraki (griechisch Γαλάτω  Αλεξανδράκη) ist eine griechische Politikerin der Elliniki Lysi. Seit dem 16. Juli 2024 ist sie Mitglied des Europäischen Parlaments.

## Leben
Galato Alexandraki arbeitete als Rinderbäuerin- und schlachterin in Evros. Sie betrieb gemeinsam mit ihrem Sohn eine Metzgerei in Alexandroupoli. Bei der Parlamentswahl im Juni 2023 verpasste sie den Einzug ins Griechische Parlament nur knapp, obwohl sie ihren Wahlkreis nie betreten hatte. Aufgestellt wurde sie, damit ihre Partei die gesetzlich vorgeschriebene Frauenquote von 40 % erfüllt.
Ihre Wahl mit 51.458 Stimmen war für sie selbst und auch für Beobachter eine große Überraschung, da Alexandraki zuvor nicht politisch oder öffentlich in Erscheinung getreten war. Alexandri selbst vermutete, dass sie aufgrund ihrer hohen Position auf dem Stimmzettel gewählt wurde, die durch ihren Nachnamen, der mit dem ersten Buchstaben des griechischen Alphabets beginnt, begründet war. Kyriakos Velopoulos, der Vorsitzende der Elliniki Lysi, begründete Alexandrakis Aufstellung mit der Repräsentation von Bauern. Der griechische Bauernverband wies allerdings jegliche Einflussnahme zurück. Trotz Spekulationen, Alexandraki solle direkt nach der Wahl durch einen anderen Kandidaten ersetzt werden, nahm diese ihr Mandat an.
Seit ihrem Einzug ins Europäische Parlament bei der Europawahl 2024 ist sie für die Fraktion EKR Mitglied im Ausschuss für die Rechte der Frauen und die Gleichstellung der Geschlechter und im Petitionsausschuss sowie stellvertretendes Mitglied im Ausschuss für Umweltfragen, öffentliche Gesundheit und Lebensmittelsicherheit. Zudem ist sie Mitglied der Delegation in der Paritätischen Parlamentarischen Versammlung OAKPS-EU, der Delegation in der Parlamentarischen Versammlung Afrika-EU und der Delegationen für die Beziehungen zu Palästina und Indien.
Alexandraki war bis zum Tod ihres Mannes bei einem Arbeitsunfall verheiratet.